# Zakhar Bron
Zakhar Bron (rusky: Заха́р Ну́химович Брон [zɐxˈar nʊˈximəvʲitɕ ˈbron]; narozen 17. prosince 1947, ve městě Oral, v Kazachstánu) je ruský houslista židovského původu.

## Činnost
Bron studoval hru na housle na Moskevské státní konzervatoři. Je považován za jednoho z nejlepších houslových pedagogů. Seznam jeho studentů zahrnuje houslisty jako jsou Vadim Repin, Gwendolyn Masinová, Daniel Hope, Maxim Vengerov, Vadim Gluzman, Igor Malinovskij, Denis Goldfeld, Daišin Kašimoto, Tamaki Kawakubo, Mayuko Kamioová, Mayu Kišima, Christoph Seybold, Sayaka Šodži, či Nikolaj Madojev.